# جنگ حلوله
جنگ حلوله در سال ۶۹۱ پیش از میلاد بین امپراتوری آشوری نو و نیروهای شورشی بابلی‌ها، کلدانی‌ها، ایلامی‌ها، پارس‌ها، مادها، الیپی و قبایل آرامی رخ داد.

## پیش زمینه
در طول سلطنت سناخریب، پادشاه آشور، بابل دائماً در حال شورش بود. موشزیب-مردوک، شاهزاده کلدانی که به عنوان پادشاه بابل انتخاب شده بود، رهبری مردم بابل را در شورش علیه آشور و سناخریب، بر عهده داشت.

## اتحاد نیروهای شورشی
هخامنش ارتش جدیدی را برای کمک به بابلی‌ها در برابر آشوریان، تحت رهبری موشزیب-مردوک، استخدام کرد. علاوه بر بابلی‌ها، قبایل آرامی، کلدانی‌ها و هومبان نومنه سوم، پادشاه ایلامی‌ها، و تمام ایرانیان زاگرس (پارس، انشان، الیپی و مادها) در شورش علیه آشوریان به هم پیوستند. هسته اصلی ارتش شامل ارابه‌رانان، پیاده‌نظام و سواره‌نظامان ایلامی، مادی و پارسی بود.

## نتیجه

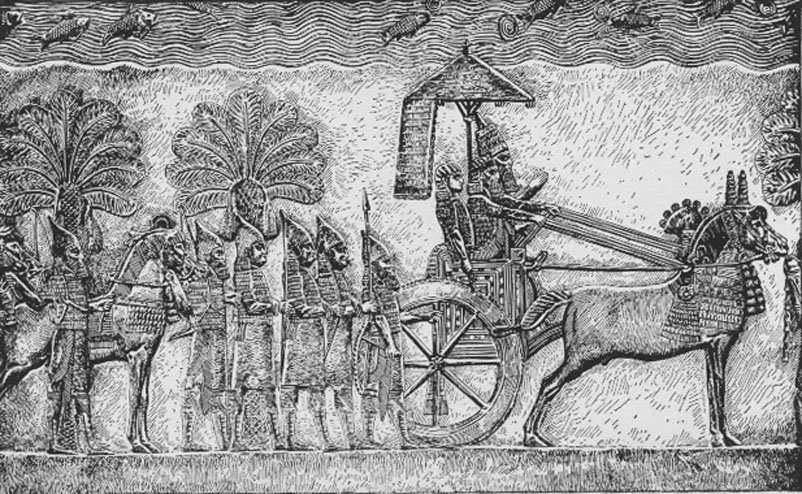
سناخریب در طول جنگ با بابل

نبرد سرنوشت‌ساز نبود، یا حداقل هر دو طرف در سالنامه‌های خود ادعای پیروزی کردند و همه حاکمان بر تخت خود باقی ماندند. با این حال، سناخریب پس از ۹ ماه محاصره، بابل را تصرف کرد و آشوربانیپال پس از ۴۰ سال جنگ، ایلام را نابود کرد.
موشزیب-مردوک متحد خود را زمانی که هومبان نومنه سوم، پادشاه ایلامی، در همان سال دچار سکته مغزی شد، از دست داد، فرصتی که پادشاه سناخریب به سرعت با حمله به بابل و در نهایت تصرف آن پس از نه ماه محاصره، از آن استفاده کرد. بابل توسط سناخریب نابود شد. سپس پارسیان و مادها مطیع شدند. در طول ۴۰ سال بعدی، جنگ‌های بیشتری بین ایلام و آشور درگرفت تا اینکه ایلام توسط آشوربانیپال نابود شد.